# Kecskés Tibor
Kecskés Tibor, művésznevén Kefir (Miskolc, 1979. november 3. –) popénekes, a V-Tech együttes énekese, frontembere.

## Élete
Karrierjét Demjén Ferenc-feldolgozásokkal kezdte. Állandó duettpartnerével, Varga Józseffel (művészneve Szamóca) a zeneiskolában ismerkedett meg.
2016-ban részt vett a TV2 Sztárban sztár című műsorában, ahol Szikora Róbertet, majd Kozsót személyesítette meg, a döntőben pedig extra produkcióként a V.I.P. egyik tagját alakította.